# Glenn Montebon Corsiga

Bischofswappen von Glenn Montebon Corsiga

Glenn Montebon Corsiga (* 21. Januar 1965 in Dumaguete City, Negros Oriental) ist ein philippinischer römisch-katholischer Geistlicher und Bischof von Ipil.

## Leben
Glenn Montebon Corsiga studierte Philosophie am Priesterseminar St. Joseph in Dumaguete City und Katholische Theologie am Priesterseminar Divine Word in Tagaytay City. Am 14. Dezember 1993 empfing er durch den Bischof von Dumaguete, Angel Lagdameo, das Sakrament der Priesterweihe für das Bistum Dumaguete.
Nach der Priesterweihe war Corsiga zunächst als Pfarrvikar der Pfarreien St. Catherine of Alexandria in Dumaguete City (1993–1994) und St. Clara de Montefalco in Pasay (1994–1997) tätig, bevor er 1997 Spiritual und 2001 zusätzlich Subregens des Priesterseminars St. Joseph in Dumaguete City wurde. Daneben fungierte er von 2000 bis 2001 als stellvertretender Kanzler der Kurie des Bistums Dumaguete. Von 2002 bis 2014 war Corsiga Regens des Priesterseminars St. Joseph in Dumaguete City. Zudem wirkte er von 1998 bis 2006 als Kaplan an der St. Paul University in Dumaguete City. Am 16. September 2011 verlieh ihm Papst Benedikt XVI. den Ehrentitel Päpstlicher Ehrenkaplan. Von 2014 bis 2020 war Corsiga Pfarrer der Pfarrei St. James the Greater in Tanjay und von 2014 bis 2017 auch Bischofsvikar für den nördlichen Teil des Bistums Dumaguete. Ab 2017 fungierte er als Generalvikar des Bistums und ab 2020 zudem als Pfarrer der Pfarrei St. Augustine of Hippo in Bacong.
Am 14. April 2025 ernannte ihn Papst Franziskus zum Bischof von Ipil. Der Erzbischof von Zamboanga, Julius Sullan Tonel, spendete ihm am 29. Juli desselben Jahres in der Kirche Our Lady of the Pillar in Pamplona die Bischofsweihe; Mitkonsekratoren waren der Bischof von Dumaguete, Julito Buhisan Cortes, und der Erzbischof von Palo, John Du. Corsiga wählte den Wahlspruch Amare et servire („Lieben und Dienen“). Die Amtseinführung erfolgte am 14. August 2025.